# أنتيوك

موقع أنتيوك من مقاطعة كونترا كوستا، كاليفورنيا

أَنْتِيُوك ضاحية سان فرانسيسكو وأوكلاند، تقع في مقاطعة كونترا كوستا بولاية كاليفورنيا. تم إعطاءها لقب مدينة في 6 فبراير، 1872.

## التركيبة السكانية
حدّد مكتب تعداد الولايات المتحدة بيانات التركيبة السكانية لأنتيوك في تعداد الولايات المتحدة. في ما يلي، التركيبة السكانية حسب تعدادي 2000 و2010.

### تعداد عام 2000
بلغ عدد سكان أنتيوك 90,532 نسمة بحسب تعداد عام 2000، وبلغ عدد الأسر 29,338 أسرة وعدد العائلات 23,173 عائلة مقيمة في المدينة. في حين سجلت الكثافة السكانية 1,158.9 نسمة لكل كيلومتر مربع (3,001.5/ميل2). وبلغ عدد الوحدات السكنية 30,116 وحدة بمتوسط كثافة قدره 385.5 لكل كيلومتر مربع (998.4/ميل2).
وتوزع التركيب العرقي للمدينة بنسبة 65.33% من البيض و9.75% من الأمريكيين الأفارقة و0.93% من الأمريكيين الأصليين و7.40% من الأمريكيين ذوي الأصول الآسيوية و0.40% من سكان جزر المحيط الهادئ و9.23% من الأعراق الأخرى و6.97% من عرقين مختلطين أو أكثر و22.12% من الهسبانيون أو اللاتينيون من أي عرق.
بلغ عدد الأسر 29,338 أسرة كانت نسبة 50.7% منها لديها أطفال تحت سن الثامنة عشر تعيش معهم، وبلغت نسبة الأزواج القاطنين مع بعضهم البعض 60.3% من أصل المجموع الكلي للأسر، ونسبة 13.5% من الأسر كان لديها معيلات من الإناث دون وجود شريك،  بينما كانت نسبة 5.1% من الأسر لديها معيلون من الذكور دون وجود شريكة وكانت نسبة 21% من غير العائلات. تألفت نسبة 15.9% من أصل جميع الأسر من عدة أفراد يعيشون في نفس المنزل ونسبة 5.4% كانت تتألف من شخص يعيش بمفرده يبلغ من العمر 65 عاماً أو أكثر. وبلغ متوسط حجم الأسرة المعيشية 3.07، أما متوسط حجم العائلات فبلغ 3.42.
بلغ العمر الوسطي للسكان 32.3 عاماً. وكانت نسبة 32.3% من القاطنين تحت سن الثامنة عشر، وكانت نسبة 8.2% بين الثامنة عشر والرابعة والعشرين عاماً، ونسبة 32.3% كانت واقعةً في الفئة العمرية ما بين الخامسة والعشرين والرابعة والأربعين عاماً، ونسبة 19.7% كانت ما بين الخامسة والأربعين والرابعة والستين، ونسبة 7.1% كانت ضمن فئة الخامسة والستين عاماً فما فوق. يوجد لكل 100 أنثى 96.2 ذكر، ويوجد لكل 100 أنثى في الثامنة عشر من عمرها فما فوق 92.3 ذكر.
بلغ متوسط دخل الأسرة في المدينة 60,359 دولارًا، أما متوسط دخل العائلة فبلغ 64,723 دولارًا. وكان متوسط دخل الذكور 50,152 دولارًا مقابل 34,203 دولارًا للإناث. وسجل دخل الفرد الخاص بالمدينة 22,152 دولارًا. وكانت نسبة 6.5% من العائلات ونسبة 8.5% من السكان تحت خط الفقر، وكان من هؤلاء نسبة 11.7% تحت سن الثامنة عشر ونسبة 6.3% في الخامسة والستين من العمر وما فوق.

### تعداد عام 2010
بلغ عدد سكان أنتيوك 102,372 نسمة بحسب تعداد عام 2010، وبلغ عدد الأسر 32,252 أسرة وعدد العائلات 25,023 عائلة مقيمة في المدينة. في حين سجلت الكثافة السكانية 1,310.4 نسمة لكل كيلومتر مربع (3,393.9/ميل2). وبلغ عدد الوحدات السكنية 34,849 وحدة بمتوسط كثافة قدره 446.1 لكل كيلومتر مربع (1,155.4/ميل2).
وتوزع التركيب العرقي للمدينة بنسبة 48.92% من البيض و17.26% من الأمريكيين الأفارقة و0.87% من الأمريكيين الأصليين و10.46% من الأمريكيين ذوي الأصول الآسيوية و0.80% من سكان جزر المحيط الهادئ و13.98% من الأعراق الأخرى و7.72% من عرقين مختلطين أو أكثر و31.68% من الهسبانيون أو اللاتينيون من أي عرق.
بلغ عدد الأسر 32,252 أسرة كانت نسبة 45.5% منها لديها أطفال تحت سن الثامنة عشر تعيش معهم، وبلغت نسبة الأزواج القاطنين مع بعضهم البعض 52.7% من أصل المجموع الكلي للأسر، ونسبة 17.7% من الأسر كان لديها معيلات من الإناث دون وجود شريك،  بينما كانت نسبة 7.1% من الأسر لديها معيلون من الذكور دون وجود شريكة وكانت نسبة 22.4% من غير العائلات. تألفت نسبة 16.4% من أصل جميع الأسر من عدة أفراد يعيشون في نفس المنزل ونسبة 5.5% كانت تتألف من شخص يعيش بمفرده يبلغ من العمر 65 عاماً أو أكثر. وبلغ متوسط حجم الأسرة المعيشية 3.15، أما متوسط حجم العائلات فبلغ 3.52.
بلغ العمر الوسطي للسكان 33.8 عاماً. وكانت نسبة 28.1% من القاطنين تحت سن الثامنة عشر، وكانت نسبة 10.3% بين الثامنة عشر والرابعة والعشرين عاماً، ونسبة 26.8% كانت واقعةً في الفئة العمرية ما بين الخامسة والعشرين والرابعة والأربعين عاماً، ونسبة 25.9% كانت ما بين الخامسة والأربعين والرابعة والستين، ونسبة 8.8% كانت ضمن فئة الخامسة والستين عاماً فما فوق. وتوزع التركيب الجنسي للسكان بنسبة 48.7% ذكور و51.3% إناث.

## المناخ
يظهر الجدول التالي التغييرات المناخية على مدار السنة لأنتيوك:
| البيانات المناخية لـأنتيوك                                                  | البيانات المناخية لـأنتيوك | البيانات المناخية لـأنتيوك | البيانات المناخية لـأنتيوك | البيانات المناخية لـأنتيوك | البيانات المناخية لـأنتيوك | البيانات المناخية لـأنتيوك | البيانات المناخية لـأنتيوك | البيانات المناخية لـأنتيوك | البيانات المناخية لـأنتيوك | البيانات المناخية لـأنتيوك | البيانات المناخية لـأنتيوك | البيانات المناخية لـأنتيوك | البيانات المناخية لـأنتيوك |
| الشهر                                                                       | يناير                      | فبراير                     | مارس                       | أبريل                      | مايو                       | يونيو                      | يوليو                      | أغسطس                      | سبتمبر                     | أكتوبر                     | نوفمبر                     | ديسمبر                     | المعدل السنوي              |
| --------------------------------------------------------------------------- | -------------------------- | -------------------------- | -------------------------- | -------------------------- | -------------------------- | -------------------------- | -------------------------- | -------------------------- | -------------------------- | -------------------------- | -------------------------- | -------------------------- | -------------------------- |
| الدرجة القصوى °ف (°م)                                                       | 79 (26)                    | 79 (26)                    | 88 (31)                    | 94 (34)                    | 104 (40)                   | 117 (47)                   | 110 (43)                   | 109 (43)                   | 109 (43)                   | 102 (39)                   | 87 (31)                    | 75 (24)                    | 117 (47)                   |
| متوسط درجة الحرارة الكبرى °ف (°م)                                           | 54.0 (12.2)                | 60.3 (15.7)                | 65.5 (18.6)                | 71.6 (22.0)                | 78.6 (25.9)                | 86.1 (30.1)                | 91.1 (32.8)                | 89.9 (32.2)                | 86.3 (30.2)                | 77.4 (25.2)                | 64.4 (18.0)                | 54.9 (12.7)                | 73.3 (22.9)                |
| المتوسط اليومي °ف (°م)                                                      | 45.6 (7.6)                 | 50.6 (10.3)                | 54.5 (12.5)                | 58.9 (14.9)                | 65.1 (18.4)                | 71.1 (21.7)                | 74.4 (23.6)                | 73.4 (23.0)                | 70.8 (21.6)                | 63.8 (17.7)                | 53.7 (12.1)                | 46.2 (7.9)                 | 60.7 (15.9)                |
| متوسط درجة الحرارة الصغرى °ف (°م)                                           | 37.1 (2.8)                 | 41.0 (5.0)                 | 43.4 (6.3)                 | 46.4 (8.0)                 | 51.4 (10.8)                | 56.3 (13.5)                | 57.6 (14.2)                | 56.9 (13.8)                | 55.3 (12.9)                | 50.3 (10.2)                | 43.1 (6.2)                 | 37.4 (3.0)                 | 48.0 (8.9)                 |
| أدنى درجة حرارة °ف (°م)                                                     | 20 (−7)                    | 25 (−4)                    | 27 (−3)                    | 28 (−2)                    | 32 (0)                     | 35 (2)                     | 41 (5)                     | 43 (6)                     | 41 (5)                     | 28 (−2)                    | 24 (−4)                    | 18 (−8)                    | 18 (−8)                    |
| الهطول إنش (مم)                                                             | 2.78 (71)                  | 2.43 (62)                  | 2.00 (51)                  | 0.90 (23)                  | 0.36 (9.1)                 | 0.09 (2.3)                 | 0.02 (0.51)                | 0.04 (1.0)                 | 0.18 (4.6)                 | 0.64 (16)                  | 1.58 (40)                  | 2.20 (56)                  | 13.22 (336)                |
| متوسط أيام هطول الأمطار (≥ 0.01 in)                                         | 10                         | 9                          | 9                          | 5                          | 2                          | 1                          | 0                          | 0                          | 1                          | 2                          | 6                          | 9                          | 55                         |
| المصدر: Western Regional Climate Center (normals and extremes 1955–present) |                            |                            |                            |                            |                            |                            |                            |                            |                            |                            |                            |                            |                            |

## أعلام
- جوني بيرك
- جوزيف إدوارد غالو
- مات رايلي
- ديفيد دوغلاس
- إدي لاك
- نيل شيريدان